# MIKAKO
MIKAKO（みかこ、7月28日 - ）は、日本のシャンソン歌手。東京都目黒区生まれ。身長165cm。日本大学芸術学部映画学科演技コース卒業。血液型B型。日本シャンソン協会正会員。　

## 人物

### 歌手活動の以前・シャンソンとの出会い
- 女優を目指し、演技に必要な知識、実技を学ぶため日本大学芸術学部映画学科演技コースに入学する。卒業制作映画「素直になりたい」の主役で、映画学科奨励賞受賞。円・演劇研究所、東京ヴォードヴィルショー等で演技を学ぶ。1997年シャンソニエのオーディションに合格する。
- シャンソンは「3分間の人生ドラマ」と言われているように人生の喜怒哀楽を表現する歌が多く、人物の内面を表現するところは芝居に通じるところがあり、本格的にシャンソンを歌いはじめる。1998年、アコーディオニストとしても有名な歌手パトリック・ヌジェに師事しフランス語のシャンソンも学びはじめる[2]。

### レパートリーはシャンソン他
- レパートリーはシャンソン、フレンチ・ポップス、J-POP、オリジナル曲など幅広く歌っている。代表曲としてはフレンチポップス「あなたが好きで、たまらない！」、また、オリジナル曲としては「鳥になって．．」、「こもれびの中で」などがある。

### シャンソンの祭典「パリ祭」出演
- 日本のシャンソンの祭典「パリ祭」（毎年開催・NHKホール他）に1999年より連続出演する。

### 東京オペラシティコンサートホールで記念コンサート等開催
- 東京オペラシティコンサートホールにて2007年10周年記念コンサート、2012年15周年記念コンサートを開催する。

### 日本シャンソン館に毎月出演
- 日本に一つ存在するシャンソン専門のミュージアム、日本シャンソン館 (住所、群馬県渋川市)が主催する毎月1回の定例ソロライブのレギュラー歌手として2008年から毎月出演し、そのライブ数は2016年5月に100回を超えた[3]。

### 震災復興ソング・コンサート等
- 2011年3月11日の震災直後、震災復興ソングとして加藤登紀子が歌う「今どこにいますか」を2012年シングルCDカバーし、各地のシャンソンライブのプログラムに取り入れ、震災の悲惨さを忘れないよう歌い続けている。
また、2014年には福島県福島市飯坂温泉で震災支援コンサートに出演している[4]。

### 作詞活動とオリジナル曲ライブ
- 以前から作詞活動をしており、2015年からペンネームを「サウスミカ」としてオリジナル曲等の作詞を数多く作り「オリジナル曲ライブ」と題して2016年4月からライブを開催し活動中である。

### Parlez-moi d'amour“パーレ モワ ダムール”の活動
- 2013年、MIKAKOを中心に:人のフランス人ミュージシャンと結成された4人グループ、“パーレ モワ ダムール”としてもユニット活動をしている。観客との一体感をつくりだす新感覚の劇場型シャンソンライブ『Parlez-moi d'amour Live』を自ら企画・出演し、高校の文化祭で公演するなど『若い世代にもシャンソンを』届ける活動にも力を入れている。

### 歌に対する姿勢
- シャンソンがブームだった時代が経過し、現在はいろいろな分野の音楽が親しまれている。シャンソンファンの方々にはもちろんのこと、若い世代にも、もっとシャンソンの魅力を伝え聴いてもらおうと高校の文化祭にも出演している。本人はブログで、「各コンサート、イベントライブを通じて心に残る歌を目指して歌っている」と記述している。

## 活動履歴

### 1990年代
1997年
- シャンソニエのオーディションに合格しシャンソンを歌い始める。

1998年
- アコーディオニストとしても有名な歌手パトリック・ヌジェに師事しフランス語でもシャンソンを学び始める。
- 初のソロバースデイ・ソロコンサートを開催する。
- 「甲府富士屋ホテル10周年記念シャンソンの夕べ」コンサートに出演する。

1999年　
- 「第37回パリ祭」(NHKホール他)コーラスグループメンバー最年少で初出演する。NHK BS2で放送される。
- 「パトリック エ セザミ」コンサート（渋谷じぁん・じぁん）に出演する。
- 「パトリック エラ ヌーベルバーグコンサート」（六本木 スイートベイジル139）に出演する。

### 2000年代
2000年
- 「桑山哲也コンサート」に菅原洋一とゲスト出演する。（中原市民ホール）。
- サホロ・ミュージック・フェスティバル」（北海道）北海道文化放送「GO!GO!北海道」テレビ生出演する。
- 「第38回パリ祭」(NHKホール他)に出演する。

2001年
- 「Le Tandemライブ」（六本木 スイートベイジル139）、サンケイスポーツの記事に掲載する。
- 「日本丸・世界一周クルーズ」豪華客船シャンソンショーに出演する。
- 「おりえんとびーなす号・カムチャッカクルーズ」豪華客船シャンソンショーに出演する。
- 「石井好子・永六輔シャンソンコンサート」（南青山マンダラ）に出演する。
- NHK「青春のポップス」に三人グループ「Le Tandem」メンバーでテレビ出演する。
- 「第39回パリ祭」(NHKホール他)に出演する。

2002年
- NHK教育「フランス語会話」に出演する。
- NHK BS2「素晴らしき音楽仲間たち」に出演する。
- 「第40回パリ祭」(NHKホール他)に出演する。

2003年
- 「第41回パリ祭」(NHKホール他)に出演する。
- フジテレビ「KISS ME ODAIBA」のハートステージでMIKAKOライブに出演する。（1回目出演）
- TBSテレビ 西村京太郎スペシャル”十津川警部シリーズ”第30作「パリ～東京殺人ルート」の中でヒロイン高島礼子（シャンソン歌手役）の歌の吹き替えをする。『さくらんぼの実る頃』をフランス語で歌う。

2004年
- 初オリジナルCD「AVEC TOI」をリリースする。
- 「第42回パリ祭」(NHKホール)にソロ出演する。NHK BS2他、国際サテライトにより世界15カ国で放送される。
- TOKYO MX「シャンソンを貴方に」に出演する。(10月)
- フジテレビイベント「ホットファンタジー」でMIKAKOライブに出演する。（2年連続）

2005年
- 「第43回パリ祭」(NHKホール)にソロ出演する。
- 東京オペラシティ「ランチタイムコンサート」でMIKAKOコンサートに出演する。
- フジテレビイベント「ホットファンタジー」でMIKAKOライブに出演する。（3年連続）

2006年
- 「第44回パリ祭」(NHKホール）にソロ出演する。NHK BS2にて放送される。
- 東京オペラシティ「開業10周年記念ランチタイムコンサート」でMIKAKOコンサートvol.2に出演する。
- フジテレビイベント「ホットファンタジー」で、MIKAKOライブに出演する。（4年連続）

2007年
- 10周年記念CD「MON PETIT ANGE～私の小さな天使～」をリリースする。
- 「第45回パリ祭」(NHKホール）にソロ出演する。NHK BS2にて放送される。
- 東京オペラシティコンサートホールにて10周年記念コンサートを開催する。観客1,000人以上を前に熱唱する。

2008年
- 東京オペラシティ「ランチタイムコンサート」でMIKAKOコンサートvol.3に出演する。
- 「第46回パリ祭」でシェルブールの雨傘コーナーで赤い傘の女性を演じ、全国5か所でのパリ祭全公演に出演する。NHK BS2にて放送される。
- 「温時間」（岡山放送）に生出演する。『エマニュエル夫人』をフランス語で歌う。
- 「トワイライト・ベイヴメント」（ＦＭ岡山）に生出演する。
- 「ART STATION～美術空間を求めて～」（TOKYO MX）に出演する。番組では芦野宏をレポートする。
- レディオ湘南「ざいつきげんの音楽鍋」に生出演する。

2009年
- 『あなたが好きで、たまらない！』『鳥になって・・』を配信スタートする。
- 夕刊フジに記事掲載する。
- 「第47回パリ祭」（NHKホール）にソロ出演する。NHK BS2、NHK FMラジオにて放送する。
- ニッポン放送「垣花正 あなたとラッキー！」の番組内にてオリジナル曲「愛へかわる瞬間」流される。

### 2010年代
2010年
- 「第48回パリ祭」(NHKホール)出演

2011年
- 「第49回パリ祭」(NHKホール)出演

2012年
- シングルCD「今どこにいますか」をリリース
- 東海ラジオ「兵藤ゆきのハッピーにゆきね～!」ゲスト出演。「今どこにいますか」流される。
- 群馬テレビ「ひるポチッ!」出演
- 東京オペラシティコンサートホールにて15周年記念コンサートを開催
- シングルCD「わたしと小鳥とすずと」リリース
- 「第50回パリ祭」(NHKホール)出演

2013年
- 3人のフランス人と共に観客と一体感を作り出す新感覚の劇場型ライブ「Parlez-moi d'amour Live」を企画・出演。東京や日本シャンソン館で公演
- 「第51回パリ祭」(NHKホール)出演

2014年
- 2003年に放送されたTBS西村京太郎サスペンス十津川警部シリーズ第30作「パリ東京殺人ルート」DVDで発売。主役のシャンソン歌手役 高島礼子の歌の吹替で「さくらんぼの実る頃」を歌う。
- 産経新聞「きょうの人」掲載[5]
- 川口リリア・ワンコイン・コンサート MIKAKOシャンソンコンサートに出演する。前売りチケット600枚が即完売し、会場満員の観客の前で歌う。
- 「にっぽん丸　小笠原と硫黄島周遊クルーズ」パトリック・ヌジェやスイングジャズパラドックスのメンバーと船内のメインホールでコンサートに出演する。
- 「第52回パリ祭」(NHKホール)出演
- 「Parlez-moi d'amour Live vol.4」栄北高等学校 文化祭の前夜祭へ出演
- 群馬テレビ「ひるポチッ!」出演する。
- fm gunma『ラジオの文化祭in富岡』公開生放送にゲスト出演
- 日本シャンソン館でのイベント「第2回「バニョル・エ・シャンソン」～フランス車オーナーズ・ミーティングin日本シャンソン館～」出演。ゲストに富岡製糸場で国際交流員として働くダミアン・ロブションを招き、トーク＆デュエットをする。
- 福島県福島市「飯坂温泉シャンソンと共に 復興支援シャンソンコンサート MIKAKOシャンソンコンサート」出演

2015年
- 小江戸川越童謡の会 創立19周年記念 MIKAKOシャンソンコンサート 出演
- 「午後の音楽会　MIKAKOシャンソンコンサート」（リリスホール 横浜市）出演
- 「第53回パリ祭」(東京NHKホール、小田原、金沢の3公演）出演
- 日本シャンソン館20周年記念ライヴ 出演
- 群馬テレビ「ひるポチッ!」出演（4月に1回、9月に1回）
- 日本シャンソン館イベント第3回「バニョル・エ・シャンソン 」出演。スペシャルゲストにフローラン・ダバディを迎え、様々な新聞や群馬テレビニュース番組でも話題になる。
- オリジナル曲「こもれびの中で」配信開始。カラオケ本舗まねきねこ 新機種「すきっと」で歌えるようになる。

2016年
- 「MIKAKOオリジナル曲ライブ with pink suede shoes in 立川BABEL」開催
- 群馬テレビ「ひるポチッ!」出演（4月）
- 産経新聞群馬版に「MIKAKOさん、シャンソン聖地で100回目のステージ」として掲載される。
- 上毛新聞西北毛版「ひと」欄に掲載される。
- 「第54回パリ祭」出演（東京・NHKホール）
- 「MIKAKOオリジナル曲ライブ in cafeあすなろ（群馬県高崎市）を開催。上毛新聞県央版に記事掲載
- 「MIKAKOオリジナル曲ライブ in 吉祥寺SCARAB」開催
- 埼玉県狭山市市民センター主催 MIKAKOクリスマスコンサート 出演(狭山市市民センター コミュニティホール)スペシャルゲストに山口良一を迎え共演

2017年
- 「MIKAKOオリジナル曲ライブ in November Eleventh」開催
- 2017年春の宵シャンソンコンの夕べ MIKAKOシャンソンコンサート出演（新潟県魚沼市 小出郷文化会館小ホール）
- 「MIKAKOライブ in November Eleventh」開催
- 群馬テレビ「ひるポチッ!」出演（6月・10月）
- まえばしCITYエフエム「お熱いのがお好き」出演（6月・10月）
- いせさきFM放送「情報アイランド」出演
- 「第55回パリ祭」（東京・NHKホール）出演
- 「MIKAKOバースデーライヴ in 日本シャンソン館」出演、上毛新聞に掲載
- まえばしCITYエフエム「ひるどき845カフェ」出演
- MIKAKOシャンソンライブ in カフェギャラリーシャイン 出演（埼玉県与野）
- 「第4回富岡製糸場工女まつり第10回シャンソンシルクコンサートMIKAKOコンサート」出演（富岡製糸場東置繭所（国宝））。スペシャルゲストに水島優、特別出演者に富岡製糸場国際交流員ダミアン・ロブションを迎える。東京新聞 朝刊 群馬版に掲載
- 被害者支援センターすてっぷぐんま 被害者支援講演会（群馬会館）にて被害者支援ソング「明日はきっといい日」（作詞・作曲 サウスミカ）を披露

2018年
- 被害者支援センターすてっぷぐんま被害者支援ソング「明日はきっといい日」レコーディング（演奏：ひまわり楽団）
- 「県民防犯の日ふれあいコンサート」出演（群馬県庁県民ホール）。被害者支援センターすてっぷぐんま 被害者支援ソング「明日はきっといい日」を歌う上毛新聞県央版に掲載
- 病院にてMIKAKOコンサートに出演
- 産経新聞群馬版に掲載（2018.5.24）
- 群馬テレビ「ひるポチッ!」ゲストコーナー出演（5月・10月）
- 自動車整備振興会渋川支部・渋川警察署共催「マイカー点検教室」（群馬県渋川市子持社会体育館アリーナにて開会）アトラクション「ひまわり楽団」マイカー点検教室ふれあいコンサートを実施。そのコンサートの中で被害者支援センターすてっぷぐんま被害者支援ソング「明日はきっといい日」制作発表
- まえばしCITYエフエム「ひるどき845カフェ」「お熱いのがお好き」「防犯チャンネル845」「Air Place」の4番組に出演（6月・11月）
- 「第56回パリ祭」（NHKホール）第6回小田原パリ祭へ出演する。
- 上毛新聞・社会欄に掲載される。（2018.7.16）
- 「MIKAKOバースデーライヴ in 日本シャンソン館」出演
- 「MIKAKOシャンソンライブ in カフェギャラリーシャイン」出演（埼玉県与野）
- まえばしCITYエフエム「お熱いのがお好き」「防犯チャンネル845」（9月）出演
- 桐生タイムスに掲載される。（2018.9.21）
- 日本シャンソン館主催第6回フランス車オーナーズ・ミーティング「バニョル・エ・シャンソン」のイベントライブへ出演。スペシャルゲストは山口良一。上毛新聞 朝刊に掲載される。（2018.10.18）
- 「せせらぎMIKAKOシャンソンコンサート」出演（ボランティア活動）
- 「被害者支援 ふれあいコンサート」出演。高崎警察署一日警察署長を務める

2019年
- まえばしCITYエフエム　4番組に出演する。「ひるどき845カフェ」「お熱いのがお好き」「防犯チャンネル845」「Air Place」（1月）
- 「春を呼ぶシャンソン」MIKAKOコンサート（さわやかスペース初台）出演（ボランティア活動）
- 日本シャンソン館ヴァレンタインMIKAKOライブ 出演
- 「シャンパーニュ47年記念MIKAKOライブ」出演
- 「ボニージャックスディナーライブ」出演
- 「平成ありがとう！ライブ」（池之端ライブスペースQUI・スペシャルゲスト山口良一）出演
- 第57回パリ祭（NHKホール）で「アイドルを探せ」をROLLY（ギター演奏）と共演
- 小田原パリ祭（小田原市）で「アイドルを探せ」をROLLY（ギター演奏）と共演
- 「日本シャンソン館バースデーライブ　MIKAKOライブ」上毛新聞に掲載される。
- 「午後の音楽会第105回プレミアムコンサートMIKAKOシャンソンコンサート」（横浜市栄公会堂）出演
- MIKAKOライブ 開催（フレンチレストラン「虎ノ門ル・プティ・トノー」）
- 「第202回安全安心まちづくりふれあいコンサート」ひまわり楽団コンサート（群馬県渋川市・三原田自治会館）出演（ボランティアライブ）
- 「渋川警察署管内安全安心まちづくりフェア～ひまわり楽団200回達成記念コンサート～第3部犯罪被害者支援活動コーナー　被害者支援ミニコンサート」出演（群馬県渋川市子持社会体育館アリーナ）
- 小さな音楽会クリスマスにむけてMIKAKOソロコンサート（関前コミュニティーセンター）出演

## ディスコグラフィ

### シングル
| No. | 発売年月日                   | CDタイトル名                        | 曲名（SIDE.1&2） | serial No. | 発売元                                             |
| --- | ---------------------------- | ----------------------------------- | --- | ---------- | -------------------------------------------------- |
| 1st | 2012年2月4日                 | 今どこにいますか                    | SIDE.1 今どこにいますか 作詞 加藤登紀子 作曲 加藤登紀子 ギター&コーラス ROLLY SIDE.2 こもれびの中で オリジナル曲 作詞 MIKAKO 作曲 masa-aki | M&L 003    | NAMBU OFFICE                                       |
| 2nd | 2012年8月6日                 | わたしと小鳥とすずと                | SIDE.1 わたしと小鳥とすずと オリジナル曲 詩 金子みすゞ 作曲 藤田大土 SIDE.2 わたしと小鳥とすずと （ピアノ インストメンタル） 作曲 藤田大土 ピアノ 高島正明 | M&L 004    | NAMBU OFFICE                                       |
| 3rd | 非売品・制作日 2018年4月24日 | 被害者支援ソング 明日はきっといい日 | SIDE.1 明日はきっといい日 （楽団伴奏・歌入り） オリジナル曲 作詞作曲 サウスミカ 伴奏 ひまわり楽団 SIDE.2 明日はきっといい日 （楽団伴奏・カラオケ） 作曲 サウスミカ 伴奏 ひまわり楽団 SIDE.3 明日はきっといい日 （すてっぷぐんま版・楽団伴奏・歌入り） 作詞作曲 サウスミカ 伴奏 ひまわり楽団 SIDE.4 明日はきっといい日 （ピアノ伴奏・歌入り） 作詞作曲 サウスミカ 伴奏 木並和彦 |            | 制作 公益社団法人被害者支援センター すてっぷぐんま |

### アルバム
| No. | 発売年月日    | CDアルバム名                      | 曲名 | serial No. | 発売元       |
| --- | ------------- | --------------------------------- | --- | ---------- | ------------ |
| 1st | 2004年5月26日 | AVEC TOI （アヴェック・トワ）     | 1 AVEC TOI（あなたと） オリジナル曲 作詞 MIKAKO&Keico&Patrick 作曲 Masaaki Mizuguchi 2 きっと～二つの星 オリジナル曲 作詞 Hiroko Toyoshima 作曲 Masaaki Mizuguchi 3 もっと自由に。。。 オリジナル曲 作詞 MIKAKO 作曲 Hiroko Toyoshima 4 春風に乗って オリジナル曲 作詞 MIKAKO 作曲 Masaaki Mizuguchi 5 さくらんぼの実る頃 作詞 Jean-Baptiste Clément 作曲 Antoine Renard | M&L 001    | NAMBU OFFICE |
| 2nd | 2007年7月21日 | MON PETIT ANGE ～私の小さな天使～ | 1 今朝 作詞 BARBARA 作曲 Liliane BENELLI 訳詞 矢田部道一 2 輪舞 -ロンド- 作詞 Michel SARDOU / Yves DESSCA 作曲 Jacque REVAUX 訳詞 谷村新司 3 ラ ジャヴァネーズ 作詞作曲 Serge GAINSBOURG 4 枯葉 作詞 Jacque PREVERT 作曲 Joseph KOSMA 5 恋しくて オリジナル曲 作詞 MIKAKO 作曲 久保田邦夫 6 愛してる・・・・・・ オリジナル曲 作詞作曲 高島正明 7 エマニュエル夫人 作詞作曲 Pierre BACHELET 8 冬の庭 作詞作曲 K.A.ZEIDEL / B.BIOLAY 9 翼をください 作詞 山上路夫 作曲 村井邦彦 仏語訳詞 K.Koji 10 千の風になって 作詞（不詳） 作曲 新井満 11 私の小さな天使 MON PETIT ANGE オリジナル曲 作詞 MIKAKO 作曲 久保田邦夫 | M&L 002    | NAMBU OFFICE |

### 音楽ダウンロード配信曲
- 音楽配信するために録音した歌「あなたが好きで、たまらない！」「鳥になって．．」は、現在配信中。
また、完売してしまったCD「今どこにいますか」のカップリング・オリジナル曲「こもれびの中で」を聴きたいと言うリクエストが多く配信した経緯がある。

1「あなたが好きで、たまらない！」（2009年配信開始～現在配信中）
訳詞 矢田部道一
2「鳥になって．．」（2009年配信開始～現在配信中ー
作詞 森浩美、作曲 藤田ゆかり
3「こもれびの中で」（2015年10月配信開始～2016.10月配信終了）
作詞 MIKAKO、作曲 masa-aki

### DVD
✩ 西村京太郎サスペンス 十津川警部第30作「パリ東京殺人ルート」（2014年3月19日DVD発売）
- 2003年放送、TBS人気ドラマシリーズ「パリ東京殺人ルート」主役のシャンソン歌手役 高島礼子の歌の吹き替えをする。（歌は「さくらんぼの実る頃」）